# América de Cali en la Lista Clinton
El América de Cali es uno de los clubes de fútbol más tradicionales de Colombia. A la fecha ha sido campeón en quince  ocasiones y subcampeón en seis. En la Copa Libertadores ha sido el conjunto cafetero que más veces ha participado en ella, quedando segundo en cuatro oportunidades. Igualmente, es el único cuadro colombiano que ha figurado como el segundo mejor equipo del mundo de acuerdo con la IFFHS; esto ocurrió en 1996, 20 años después, en el 2016, Club Atlético Nacional figuró en el puesto uno de la misma lista.
Pero, paradójicamente, en ese mismo año comenzó un largo y tortuoso camino para la escuadra escarlata. Un sendero denominado Lista Clinton. Dicha lista, promulgada durante el gobierno del presidente Bill Clinton durante la década de los 90s, hace una relación de personas y empresas que tienen vínculos con el narcotráfico, y les impone una suerte de bloqueo comercial conllevando también multas y durísimas sanciones a todas las personas naturales así como empresas que tuvieren relaciones con los señalados en la lista.
Estar dentro de la lista le impidió a la Corporación Deportiva América tener cuentas bancarias, así como negociar el patrocinio de su indumentaria con otras compañías deseosas de pagar una buena suma de dinero para estar en la camiseta escarlata como publicidad.
Particularmente, la lista Clinton le cerró categóricamente a los Diablos Rojos la posibilidad de jugar partido alguno en territorio estadounidense, sin importar si se trataba de encuentros amistosos u oficiales. Es bien sabido de sobra que este tipo de juegos suele dejar buenas regalías económicas.

## Los inicios en la Lista (1996-2003)
La notificación de la inclusión del América en la Lista fue hecha por la Oficina de Control de Bienes Extranjeros de Estados Unidos (en inglés Office of Foreign Assets Control, cuya sigla es OFAC) en marzo de 1996. Si bien ésta ya era una realidad, su verdadera dimensión no fue palpada inmediatamente. Con el paso de los años se fue haciendo más álgida y notoria. Empero, la nómina de 1997 consiguió para la divisa vallecaucana el noveno título colombiano de su historia, era un grupo de jugadores altamente competitivos pero algo distante del que marcó la época dorada del equipo una década atrás.
A pesar de la crisis que se venía gestando, de forma similar a una enfermedad silenciosa, el elenco escarlata aún lograba títulos y destacadas actuaciones. En 1999, por ejemplo, fue segundo del torneo local después de una definición medíante penales ante Nacional y tres días después ganó la Copa Merconorte al Santa Fe. Igualmente se constituyó en el último campeón colombiano del siglo XX al coronarse por décima vez en 2000.
En el amanecer del nuevo milenio y el nuevo siglo, el conjunto rojo fue el primer ganador: su undécima estrella la obtuvo en 2001 durante el último torneo largo; en junio de 2002 volvió a dar la vuelta olímpica en el primer campeonato corto celebrado en Colombia. Pero para este momento la crisis ya había logrado un avance preocupante. Por ejemplo, en 2003 el equipo solamente lucía uniformes con patrocinio durante los partidos de la Copa Libertadores, mientras que en el campeonato colombiano ésta ya había desaparecido.

## De la sonrisa a la preocupación (2004-2008)
En los años posteriores la 'Mechita' empezó a mostrar los signos de las dificultades financieras, así como de las administraciones erráticas y sin planes de trabajo que brindaran consecuencias favorables. Como prueba de lo anterior, el América no logró clasificar a los cuadrangulares semifinales como antaño, al punto de estar fuera de éstos durante unos cuatro años consecutivos. Como si el bajo rendimiento deportivo fuera poco, luego aparecieron otros actores en escena: el fantasma del descenso y el incumplimiento de los directivos de entonces en el pago de los sueldos y premios de los jugadores, cuerpo técnico y demás trabajadores de la entidad escarlata.
A pesar de tantas adversidades, en 2008 las cosas cambiaron provisionalmente en la divisa: bajo la dirección de Diego Umaña, el América terminó segundo en el Apertura detrás del Boyacá Chicó, mientras que en el Finalización sumó su décima tercera estrella nacional tras vencer al Deportivo Independiente Medellín. Fue el mejor equipo del año, primero en la reclasificación y el de más goles anotados, con un fútbol vistoso y arrollador a la vez. Esta gran campaña en todo el año lo alejó transitoriamente del descenso.

## Al toro por los cuernos (2009-2011)
El primer paso para buscar la salida definitiva de la Lista Clinton se dio a finales de 2008. El entonces alcalde de Santiago de Cali, Jorge Iván Ospina lideró el primer proceso de democratización de la institución, en la que se esperaba que el equipo pasara a manos de una nueva entidad llamada Nuevo América S.A., buscando a la vez nuevos inversionistas que la sanearan y capitalizaran.
El Nuevo América S.A., nombre de la organización que iba a recibir los activos y pasivos de la Corporación, fue creado el 18 de mayo de 2010. Desde esa fecha, Nuevo América (también conocido jurídicamente como NASA) administró el equipo en conjunto con la Corporación Deportiva América, dueña de la ficha. La idea era que el equipo pasara a NASA cuando ésta lograse el reconocimiento deportivo de Coldeportes, para lo cual se requerían mínimo 2000 accionistas; sin embargo, a marzo de 2011 no se había iniciado todavía el trámite ante la Superintendencia de Sociedades para comenzar la venta de acciones. Finalmente, la nueva sociedad NASA-Corporación fue finalizada el 11 de agosto de 2011 tras varios incumplimientos, por lo que el control total del club vallecaucano volvió a la Corporación, la misma que lo ha administrado siempre.

## Tocando fondo (2011-2012)
No obstante la buena voluntad administrativa y el deseo de abandonar la Lista Clinton, 2011 fue sin duda el año negro de los Diablos Rojos. Los malos promedios deportivos de 2009 y 2010 en el campeonato, así como los problemas financieros de tiempo atrás, devolvieron al club a una profunda conmoción que culminó con la pérdida de la categoría A el 17 de diciembre en la serie de promoción, cayendo en definición por penales 3-4 ante Patriotas Boyacá. Adicionalmente, el club figuró negativamente en un informe del Ministerio de la Protección Social de Colombia como uno de los que en aquel entonces tenía altas deudas de seguridad social para con sus empleados[cita requerida]. A comienzos del mismo año también tuvo su reconocimiento deportivo ante Coldeportes en entredicho, incluso antes de comenzar el campeonato. Y como si ello fuera poco, la Superintendencia de Sociedades también amenazó con declarar nula su acta de constitución corporativa si el equipo no acordaba un plan de pagos para buscar reducir su deuda prestacional[cita requerida].
En marzo de 2012 se hizo pública la creación de la nueva organización América S.A. Además, se pasó de 2.500 aportantes a tener 211 accionistas. El miércoles 18 de abril de 2012 la nueva sociedad fue presentada oficialmente ante la Dimayor,, la cual reconoce al equipo bajo el nombre oficial de "Sociedad Anónima Deportiva América S.A.". Asimismo, se renueva completamente la junta directiva en agosto de 2012, siendo elegido presidente Orestes Sangiovanni, hijo de Giuseppe 'Pepino' Sangiovanni, quien fuera el presidente del América en la década de los 80s.
A pesar de los nuevos vientos que soplaban en la institución y con la mira puesta en salir de la Lista, a final de año los Diablos fallan en la misión de salir de la categoría B tras perder, primero, la final del torneo de ascenso ante Alianza Petrolera también mediante cobros desde el punto penal (y por el mismo marcador que lo envió a la B, 3-4), y después la serie de promoción frente al Cúcuta Deportivo con marcador global 3-5.

## Una luz al final del camino (2012-2013)
Los acercamientos claves del América S.A. con la OFAC, que a la postre darían los frutos esperados, comenzaron en agosto de 2012. Luego de 17 años en la Lista Clinton, el día 3 de abril de 2013 el América de Cali es oficialmente retirado de la misma, lo cual permite recuperar su estatus financiero y económico.
Si bien la exclusión representa un gran alivio para la institución, ésta aún tiene varios obstáculos por superar. En principio, el objetivo deportivo es el regreso a la Primera A del fútbol colombiano. Administrativamente, el pago de sus pasivos, que ascienden a unos veinte mil millones de pesos. Por fortuna, se sabe de algunas compañías privadas interesadas en invertir en el Rojo, las cuales deberán pasar primero por un filtro investigativo de la OFAC a fin de garantizar capitales legales. Del mismo modo, el proyecto de vender acciones del equipo mediante alianzas estratégicas con otras organizaciones. Una vez comience la llegada de los dineros por parte de los nuevos patrocinadores e inversionistas, es menester que el América dé cumplimiento a los acuerdos de pago contemplados en la Ley 1116 de insolvencia empresarial.
Curiosamente, el técnico de la escuadra cuando ingresó a la Lista, cuando dio su última vuelta olímpica, y cuando fue excluida de la misma mientras busca volver a la máxima categoría es el mismo: Diego Umaña.